# Longin Łozowicki
Longin Łozowicki (ur. 22 grudnia 1926 w Czołnicy Nowej, zm. 21 czerwca 2013 w Warszawie) – generał broni Wojska Polskiego, dowódca Wojsk Obrony Powietrznej Kraju (1977–1990), członek Wojskowej Rady Ocalenia Narodowego (1981–1983), członek Centralnej Komisji Kontroli Partyjnej PZPR (1980–1986), poseł na Sejm PRL IX kadencji (1985–1989).

## Życiorys
Syn Kazimierza i Dionizy z Chodorowskich. Od marca 1943 do lutego 1944 był członkiem samoobrony polskiej we wsi Przebraże. W marcu 1944 wstąpił jako ochotnik do ludowego Wojska Polskiego. Początkowo przebywał w Punkcie Zbornym w Sumach. Został skierowany do Centralnej Szkoły Podchorążych w Riazaniu. Po jej ukończeniu, w październiku 1944 został promowany na podporucznika w korpusie oficerów piechoty przez gen. Karola Świerczewskiego. Po promocji został dowódcą plutonu w Podoficerskiej Szkole Polityczno-Wychowawczej 7 Dywizji Piechoty stacjonującej w Białce koło Radzynia Podlaskiego. Od grudnia 1944 do kwietnia 1946 był zastępcą dowódcy 1 kompanii ckm ds. polityczno-wychowawczych w 37 Pułku Piechoty. W jego szeregach brał udział w forsowaniu Nysy Łużyckiej, na Łużycach i w Sudetach. W kwietniu 1945 kontuzjowany pod Daubitz. Po zakończeniu działań wojennych jako dowódca kompanii tego samego pułku pełnił służbę graniczną i uczestniczył w walkach z oddziałami Narodowych Sił Zbrojnych. Podczas referendum w 1946 był kierownikiem powiatowym Grupy Ochronno-Propagandowej WP. W listopadzie 1947 ukończył kurs dowódców batalionu Centrum Wyszkolenia Piechoty w Rembertowie. Następnie rozpoczął służbę w 40 Pułku Piechoty w Bolesławcu, gdzie był komendantem pułkowej szkoły podoficerskiej, a od lipca 1949 dowódcą batalionu szkolnego. W latach 1949–1952 studiował w Akademii Sztabu Generalnego. Po jej ukończeniu został szefem Wydziału I Operacyjno-Wyszkoleniowego w sztabie 11 Dywizji Zmechanizowanej w Żaganiu, a następnie w sztabie 19 Dywizji Zmechanizowanej w Torzymiu. 
W okresie od lipca 1953 do maja 1954 był w stopniu podpułkownika szefem Wydziału Operacyjnego Sztabu Polskiej Misji do Komisji Nadzoru Państw Neutralnych w Korei. W latach 1954–1968 służył w Zarządzie Operacyjnym Sztabu Generalnego WP jako szef wydziału III w Oddziale I (1955), szef II Oddziału Obrony Przeciwlotniczej (1955–1956), szef Oddziału II Lotnictwa i Obrony Przeciwlotniczej (1956–1961) i szef Oddziału III Lotnictwa i Obrony Przeciwlotniczej (1961–1964). W latach 1964–1965 był szefem Oddziału II OPK i Lotnictwa w Zarządzie III Operacyjnym Obrony Terytorium Kraju. Od listopada 1965 był zastępcą szefa Zarządu I Operacyjnego – szefem Centrum Dowodzenia Sztabu Generalnego WP. W czerwcu 1968 został szefem sztabu – zastępcą dowódcy Wojsk Obrony Powietrznej Kraju. 6 października 1970 został awansowany uchwałą Rady Państwa PRL do stopnia generała brygady. Nominację wręczył mu w Belwederze 10 października 1970 przewodniczący Rady Państwa PRL marszałek Polski Marian Spychalski. W okresie od września 1972 do stycznia 1975 dowodził 3 Korpusem OPK we Wrocławiu. W styczniu 1975 powrócił na stanowisko szefa sztabu – zastępcy dowódcy Wojsk Obrony Powietrznej Kraju. W kwietniu 1975 ukończył Kurs Operacyjno-Strategiczny w Wojskowej Akademii Sztabu Generalnego Sił Zbrojnych ZSRR.
15 marca 1977 został mianowany przez ministra obrony narodowej, gen. Wojciecha Jaruzelskiego dowódcą Wojsk Obrony Powietrznej Kraju (na miejsce gen. Romana Paszkowskiego). 5 października 1978 Rada Państwa PRL awansowała go na stopień generała dywizji. Nominację wręczył mu w Belwederze 11 października 1978 przewodniczący Rady Państwa prof. Henryk Jabłoński. W okresie stanu wojennego w Polsce był od grudnia 1981 do lipca 1983 członkiem Wojskowej Rady Ocalenia Narodowego. 15 września 1988 awansowany uchwałą Rady Państwa do stopnia generała broni. Nominację wręczył mu w Belwederze 11 października 1988 przewodniczący Rady Państwa gen. armii Wojciech Jaruzelski. 
Od września 1947 był członkiem Polskiej Partii Robotniczej. W 1948 wstąpił do Polskiej Zjednoczonej Partii Robotniczej. Był delegatem na VIII (1980), IX  (1981) i X (1986)Zjazd PZPR. W latach 1980–1986 zasiadał Centralnej Komisji Kontroli Partyjnej PZPR. Od 1985 do 1989 pełnił mandat posła na Sejm PRL IX kadencji, reprezentując okręg wyborczy Stargard Szczeciński. Zasiadał w Komisji Administracji, Spraw Wewnętrznych i Wymiaru Sprawiedliwości oraz w Komisji Nadzwyczajnej do rozpatrzenia projektu ustawy Prawo o stowarzyszeniach oraz projektów ustaw dotyczących związków zawodowych.
30 czerwca 1990 został odwołany ze stanowiska dowódcy WOPK. Od 1 lipca 1990 pozostawał w dyspozycji ministra obrony narodowej, który powierzył mu funkcję doradcy dowódcy Wojsk Lotniczych i Obrony Powietrznej. 2 lipca 1991 został przeniesiony w stan spoczynku, pożegnany uprzednio przez ministra obrony narodowej wiceadmirała Piotra Kołodziejczyka. Po przejściu na emeryturę był członkiem Związku Kombatantów RP i Byłych Więźniów Politycznych i Związku Byłych Żołnierzy Zawodowych.
Pochowany 28 czerwca 2013 na cmentarzu w Konstancinie-Jeziornie. W pogrzebie wzięła udział delegacja Sił Powietrznych z dowódcą gen. broni pilotem Lechem Majewskim. W imieniu przyjaciół i współtowarzyszy służby przemówienie pożegnalne wygłosił gen. dyw. pil. Henryk Pietrzak.

## Awanse wojskowe[5]
- podporucznik – 1944
- porucznik – 1945
- kapitan – 1948
- major – 1952
- podpułkownik – 1953
- pułkownik – 1958
- generał brygady – 1970
- generał dywizji – 1978
- generał broni – 1988

## Życie prywatne
Mieszkał w Warszawie. Od 1952 żonaty z Jadwigą z domu Lewińską. Małżeństwo miało dwóch synów.

## Odznaczenia
- Krzyż Komandorski Orderu Odrodzenia Polski (1987)
- Krzyż Kawalerski Orderu Odrodzenia Polski (1963)
- Order Sztandaru Pracy I klasy (1979)
- Order Sztandaru Pracy II klasy (1968)
- Krzyż Walecznych (1970)
- Złoty Krzyż Zasługi (1958)
- Srebrny Krzyż Zasługi (1946)[6]
- Brązowy Medal Medal „Zasłużonym na Polu Chwały” (1945)
- Medal „Za udział w walkach w obronie władzy ludowej”
- Medal 10-lecia Polski Ludowej (1954)
- Medal 30-lecia Polski Ludowej (1974)
- Medal 40-lecia Polski Ludowej (1984)
- Medal Zwycięstwa i Wolności 1945
- Złoty Medal „Siły Zbrojne w Służbie Ojczyzny”
- Srebrny Medal „Siły Zbrojne w Służbie Ojczyzny”
- Brązowy Medal „Siły Zbrojne w Służbie Ojczyzny”
- Złoty Medal „Za zasługi dla obronności kraju”
- Srebrny Medal „Za zasługi dla obronności kraju”
- Brązowy Medal „Za zasługi dla obronności kraju”
- Medal im. Ludwika Waryńskiego (1988)[7]
- Złoty Odznaka „Za Zasługi dla Obrony Cywilnej”
- Złoty Medal „Za Zasługi dla Pożarnictwa” (1968)[8]
- Złota odznaka honorowa „Za Zasługi dla Warszawy” (1977)[9]
- Medal „Za Zasługi dla 1 Dywizji Artylerii OPK im. Powstańców Śląskich”
- Medal „Za umacnianie braterstwa broni” (Bułgaria)
- Krzyż Wojenny Czechosłowacki 1939 (1948)
- Order Czerwonego Sztandaru (Czechosłowacja, 1970)[10]
- Medal „Za umacnianie Przyjaźni Sił Zbrojnych” I stopnia (Czechosłowacja, 1980)
- Order Wojny Ojczyźnianej I stopnia (ZSRR, 1968)
- Order Czerwonej Gwiazdy (ZSRR, 1970)
- Medal „Za umacnianie braterstwa broni” (ZSRR)
- Medal jubileuszowy „Dwudziestolecia zwycięstwa w Wielkiej Wojnie Ojczyźnianej 1941–1945” (ZSRR)
- Medal jubileuszowy „Trzydziestolecia zwycięstwa w Wielkiej Wojnie Ojczyźnianej 1941–1945” (ZSRR)
- Medal jubileuszowy „Czterdziestolecia zwycięstwa w Wielkiej Wojnie Ojczyźnianej 1941–1945” (ZSRR)
- Medal jubileuszowy „60 lat Sił Zbrojnych ZSRR” (ZSRR)
- Medal jubileuszowy „70 lat Sił Zbrojnych ZSRR” (ZSRR, 1988)[11]
- Medal Braterstwa Broni (Kuba, 1983)[12]
- Medal „30-lecia Rewolucyjnych Sił Zbrojnych Kuby” (Kuba, 1987)